# Villecourt
Villecourt é uma comuna francesa na região administrativa de Altos da França, no departamento de Somme. Estende-se por uma área de 2,19 km². Em 2010 a comuna tinha 58 habitantes (densidade: 26,5 hab./km²).